# Senior PGA Tour 1987
De Senior PGA Tour 1987 was het 8ste seizoen van de Senior PGA Tour dat in 2003 vernoemd werd tot de Champions Tour. Het seizoen begon met de MONY Senior Tournament of Champions, in januari, en eindigde met de GTE Kaanapali Classic, in december. Er stonden tweeëndertig toernooien op de agenda waaronder drie majors.

## Kalender
| Data  | Data  | Toernooi                                       | Stad                                 | Winnaar           | Score | Score | Info                                  |
| ----- | ----- | ---------------------------------------------- | ------------------------------------ | ----------------- | ----- | ----- | ------------------------------------- |
| 08-01 | 11-01 | MONY Senior Tournament of Champions            | Kaupulehu, Hawaï                     | Don January       | 287   | –1    |                                       |
| 12-02 | 15-02 | General Foods PGA Seniors' Championship        | Palm Beach Gardens, Florida          | Chi-Chi Rodríguez | 282   | –6    |                                       |
| 12-03 | 15-03 | Del E. Webb Arizona Classic                    | Sun City West, Arizona               | Billy Casper      | 201   | –15   |                                       |
| 19-03 | 22-03 | Vintage Chrysler Invitational                  | Indian Wells, Californië             | Bob Charles       | 285   | –3    | Eerste Senior PGA-zege                |
| 27-03 | 29-03 | GTE Classic                                    | Simi Valley, Californië              | Bob Charles       | 208   | –8    | Nieuw toernooi                        |
| 01-05 | 03-05 | Sunwest Bank Charley Pride Senior Golf Classic | Albuquerque, New Mexico              | Bob Charles       | 208   | –8    |                                       |
| 08-05 | 10-05 | Vantage at The Dominion                        | San Antonio, Texas                   | Chi-Chi Rodríguez | 203   | –13   |                                       |
| 15-05 | 17-05 | United Hospitals Senior Golf Championship      | Malvern, Pennsylvania                | Chi-Chi Rodríguez | 202   | –8    |                                       |
| 22-05 | 24-05 | Silver Pages Classic                           | Overland Park, Kansas                | Chi-Chi Rodríguez | 200   | –16   | Nieuw toernooi                        |
| 29-05 | 31-05 | Denver Post Champions of Golf                  | Denver, Colorado                     | Bruce Crampton    | 204   | –12   |                                       |
| 05-06 | 07-06 | Senior Players Reunion Pro-Am                  | Dallas, Texas                        | Chi-Chi Rodríguez | 201   | –15   |                                       |
| 11-06 | 14-06 | Mazda Senior Tournament Players Championship   | Ponte Vedra Beach, Florida           | Gary Player       | 280   | –8    |                                       |
| 26-07 | 28-06 | Greater Grand Rapids Open                      | Grand Rapids, Michigan               | Billy Casper      | 200   | –13   |                                       |
| 03-07 | 05-07 | The Greenbrier American Express Championship   | White Sulphur Springs, West Virginia | Bruce Crampton    | 200   | –16   |                                       |
| 09-07 | 12-07 | US Senior Open                                 | Fairfield, Connecticut               | Gary Player       | 279   | –9    |                                       |
| 17-07 | 19-07 | MONY Syracuse Senior Classic                   | Syracuse, New York                   | Bruce Crampton    | 197   | –19   |                                       |
| 31-07 | 02-08 | NYNEX/Golf Digest Commemorative                | Newport, Rhode Island                | Gene Littler      | 200   | –10   |                                       |
| 07-08 | 09-08 | Digital Seniors Classic                        | Concord, Massachusetts               | Chi-Chi Rodríguez | 198   | –18   |                                       |
| 14-08 | 16-08 | Rancho Murieta Senior Gold Rush                | Rancho Murieta, Californië           | Orville Moody     | 205   | –11   | Nieuw toernooi                        |
| 21-08 | 23-08 | GTE Northwest Classic                          | Redmond, Washington                  | Chi-Chi Rodríguez | 206   | –10   |                                       |
| 28-08 | 30-08 | Showdown Classic                               | Park City, Utah                      | Miller Barber     | 210   | –6    |                                       |
| 04-09 | 06-09 | Vantage presents Bank One Senior Golf Classic  | Lexington, Kentucky                  | Bruce Crampton    | 197   | –13   |                                       |
| 11-09 | 13-09 | PaineWebber World Seniors Invitational         | Charlotte, North Carolina            | Gary Player       | 207   | –9    |                                       |
| 18-09 | 20-09 | Crestar Classic                                | Manakin-Sabot, Virginia              | Larry Mowry       | 203   | –13   | Eerste Senior PGA-zege                |
| 25-09 | 27-09 | Newport Cup                                    | Newport, Rhode Island                | Miller Barber     | 202   | –14   | Nieuw toernooi                        |
| 02-10 | 04-10 | Vantage Championship                           | Clemmons, North Carolina             | Al Geiberger      | 206   | –4    | Nieuw toernooi Eerste Senior PGA-zege |
| 09-10 | 11-10 | Pepsi Senior Challenge                         | Roswell, Georgia                     | Larry Mowry       | 203   | –13   |                                       |
| 16-10 | 18-10 | Seniors International Golf Championship        | Hilton Head Island, South Carolina   | Al Geiberger      | 209   | –4    |                                       |
| 23-10 | 25-10 | Las Vegas Senior Classic                       | Las Vegas, Nevada                    | Al Geiberger      | 203   | –13   |                                       |
| 13-11 | 15-11 | Fairfield Barnett Classic                      | Melbourne, Florida                   | Dave Hill         | 201   | –15   | Eerste Senior PGA-zege                |
| 20-11 | 22-11 | Gus Machado Senior Classic                     | Key Biscayne, Florida                | Gene Littler      | 207   | –6    |                                       |
| 11-12 | 13-12 | GTE Kaanapali Classic                          | Kaanapali, Maui                      | Orville Moody     | 132   | –12   | Nieuw toernooi                        |

| Majors |  | po = winnaar na play-off |  | R = rookie of seizoensdebuut |